# Лакур, Поль
Поль Лакур (9 ноября 1902, Рислев, Зеландия — 20 сентября 1956, Роскилле) — датский поэт, прозаик, критик, эссеист и переводчик.
Автор ряда поэтических сборников. С 1920 по 1930 год жил в Париже. Писал эссе, критические статьи. Переводил сочинения Ж. Ануя, Ж. Жироду, А. Камю, Ф. Гарсиа Лорки, П. Элюара и др. На русский язык стихи Поля Лакура переводили Т. Бек, В. Топоров, О. Чухонцев, Нат. Булгакова.

## Сочинения
- Галльское лето (Den galliske sommer). 1927.
- Третий день (Den tredie Dag) 1928.
- Домашний очаг 1931.
- Дождь над миром 1933.
- Такова наша жизнь 1936.
- Я требую всего (Alt kræver jeg) 1938.
- Сотни лет 1940.
- Живая вода. 1946.
- Меж корой и древесиной 1950.
- Отрывки из дневника 1948.
- Неизданное 1957.
- Солнечные высоты. 1959.
- Роман «Крамер уходит» 1935.

## На русском языке
- Из современной датской поэзии: Сборник. Пер. с дат.; Сост. Б. Ерхова; предисл. В. Топорова. М.: Радуга, 1983. — С.23—53.